# ماير كارلوس دي كامارغو جونيور
ماير كارلوس دي كامارغو جونيور هو لاعب كرة قدم برازيلي في مركز الدفاع، ولد في 29 يناير 1980 في ساو باولو في البرازيل. لعب مع النادي الرياضي المركزي ونادي النصر ونادي باولم ونادي جنوب ملبورن.